# Patriarhalna stolnica, Veliko Trnovo
Patriarhalna stolnica sv. Gospodovega vnebovzetja (bolgarsko Патриаршеска катедрала „Свето Възнесение Господне“, latinizirano: Patriarsheska katedrala „Sveto Vaznesenie Gospodne) je nekdanja vzhodnopravoslavna stolnica v mestu Veliko Trnovo v severno-osrednji Bolgariji. Stoji na vrhu utrjenega hriba Carevec v nekdanji prestolnici Drugega bolgarskega cesarstva in je bila sedež bolgarskega patriarha od svoje izgradnje v 11.–12. stoletju do uničenja leta 1393.
Stolnica, ki stoji nad poznorimsko cerkvijo, je bila obnovljena v 1970-ih in 1980-ih in ima križno kupolo, zvonik in trojno apsido. Bogato okrašena tako na zunanjosti kot v notranjosti, njene notranje stene pa so danes okrašene s sodobnimi freskami, zaradi katerih ni bila ponovno posvečena. Čeprav ni aktivna kot krščanski bogoslužni prostor, je za obiskovalce odprta od leta 1985.

## Zgodovina
Patriarhalna stolnica sv. Gospodovega vnebovzetja ni prva cerkvena stavba, ki je zasedla položaj na vrhu hriba Carevec. Zgrajena je bila neposredno na vrhu pozno rimske (zgodnje bizantinske) bazilike, ki datira v 5.–6. stoletje našega štetja. Rimsko baziliko je lokalna kongregacija morda še naprej uporabljala že v času prvega bolgarskega cesarstva, čeprav v času začetka gradnje sedanje cerkve ni bila več aktivna.
Znanstveniki menijo, da je bila sedanja stavba patriarhalne stolnice zgrajena v dveh fazah. Prva faza gradnje je bila izvedena v poznem 11. ali 12. stoletju. Bila je sprva zgrajena kot samostanska cerkev sredi samostanskega kompleksa, čeprav je bila v začetku 12. stoletja že sedež bolgarskega patriarha. Kompleks je utrpel veliko škodo zaradi požara, ki je sredi 14. stoletja, morda med vladavino carja Ivana Aleksandra (vladal 1331–71), zahteval obnovo cerkve. Poleg popravil in okrepitev so dela na cerkvi v 14. stoletju vključevala tudi gradnjo eksonarteksa in zvonika.
V srednjeveških virih je več omemb stolnice. Najzgodnejša omemba cerkve govori o prenosu relikvij sv. Mihaela Bojevnika iz trdnjave Potuka v patriarhalno stolnico po ukazu carja Kalojana (vladal 1197–1207). Hramba relikvij svetnika bojevnika v patriarhalni stolnici pomeni nenehno vojskovanje proti Bizantincem in Latinom, ki je prevladovalo v času Kalojanove vladavine. Konec 14. stoletja je zadnji trnovski patriarh, sveti Evtimij, v svojih spisih cerkev opisal kot »veliko patriarhovo stolnico svetega vnebovzetja«.
Druga možna omemba cerkve je morda v obrobnem zapisku iz leta 1358, ki govori o kopiji Apostolskih del. V zapisku se prepisovalec, neki Laloe, zahvaljuje Bogu in »Svetemu in najslavnejšemu vnebovzetju«, da sta dokončala njegovo delo na knjigi. Znanstvenica Bistra Nikolova meni, da gre za aluzijo na patriarhalno stolnico, ki je morda podprla projekt. Druga možnost je, da je bil prepis narejen v skriptoriju stolnice, kjer je morda delal Laloe.
Cerkev je upodobljena tudi na srednjeveški skici Trnova v Brašovskem mineju, bogoslužni knjigi, napisani sredi 14. stoletja in nato po padcu Bolgarije pod osmansko oblast preneseni v Kronstadt (danes Brașov, Romunija).
Patriarhalna stolnica je bila uničena, potem ko so Osmani po obleganju Trnova 17. julija 1393 zavzeli bolgarsko prestolnico. Cerkev je bila v 20. stoletju v celoti obnovljena; obnovitvena dela je izvedla ekipa pod vodstvom arhitekta Bojana Kuzupova. Ta so se začela leta 1978 in končala leta 1981 ob 1300. obletnici Bolgarije. Vendar pa je bila cerkev šele novembra 1985, ko so bile dokončane sodobne freske, ponovno odprta za obiskovalce. Ruševine cerkve so od leta 1927 zaščitene kot nacionalna starina; leta 1967 so bile razglašene za arhitekturni spomenik kulture nacionalnega pomena.
Kot del arhitekturnega rezervata Carevec je uvrščena tudi med 100 turističnih znamenitosti Bolgarije.

## Lokacija in arhitektura
Patriarhalna stolnica sv. Božjega vnebovzetja stoji na vrhu hriba Carevec, s pogledom na sodobno mesto Veliko Trnovo. Cerkev je bila del skupine stavb, ki so predstavljale sedež bolgarskega patriarhata in so delovale kot mesto in glavna stolnica v državi. Patriarhat na Carevcu je bil samostojna trdnjava z dvema obrambnima stolpoma in vhodom na zahodni steni. Patriarhalna stolnica je stala sredi dvorišča.
Stavba ima trojno apsido, katere osrednji del se ujema z apsido prvotne bazilike na tem mestu. Triladijska cerkev sledi tradicionalnemu bizantinskemu tlorisu grškega križa. Zgrajena je iz lomljenega kamna in malte z omejenim zidanim delom ter meri 26 x 12 metrov. Ima zvonik in dva druga prostora, pritrjena na južno cerkveno steno. Prisotnost zvonika velja za redkost v balkanski cerkveni arhitekturi. Šest stebrov podpira notranjost in ločuje oltar od cele (naosa). Ni jasno, ali je cerkev imela v apsidi sintronon (kamnite klopi za duhovščino), saj obstajajo dvomi, da so njegovi ostanki dejansko del starejše bazilike.
Cerkev je imela bogato zunanjo in notranjo dekoracijo. Medtem ko so bile fasade okrašene z loki in keramičnimi ploščicami, so bili notranji talni mozaiki izdelani iz belega, rumenega in rožnatega marmorja ter poldragih kamnov, kot sta safir in porfir. Notranje stene so bile prekrite s freskami in mozaiki. Vendar se nobena notranja dekoracija ni ohranila. Med obnovo cerkve v 20. stoletju je njeno notranjost prepleskal umetnik Teofan Sokerov, ki je v modernističnem slogu upodobil pomembne trenutke srednjeveške bolgarske zgodovine. Zaradi teh fresk cerkev ni bila nikoli ponovno posvečena in ostaja neaktivna. Na pročelju je tudi kamen z donatorskim napisom bolgarskega vladarja, ki je končal kot del gradbenega materiala.
V cerkvi in okoli nje so skupno štiri grobišča, od katerih sta dve grobnici za duhovnike. Eno od grobišč je znotraj eksonarteksa, kjer so bile v 14. stoletju zgrajene nadstropne grobnice. Poleg relikvij Mihaela Bojevnika so v cerkvi hranili tudi posmrtne ostanke bolgarskih patriarhov Joakima I., Makarija in Joakima III.